# كيافاري
كيافاري (بالإيطالية: Chiavari)‏ مدينة إيطالية تقع على الريفيرا الإيطالية في مقاطعة جنوة في إقليم ليغوريا.

## السكان
في سنة 1861 بلغ عدد السكان 10٬818 نسمة، وتطور العدد ليصل في سنة 2011 لـ 27٬338 نسمة.
يظهر هذا المخطط البياني تطور النمو السكاني لـ كيافاري

## أعلام
- فرانشيسكو كونتي
- سيموني باسو
- سيلفانو راجيو غاريبالدي
- ماريو دي نيجري
- إنريكو ميلو